# Diplacina micans
Diplacina micans är en trollsländeart som beskrevs av Maurits Anne Lieftinck 1953. Diplacina micans ingår i släktet Diplacina och familjen segeltrollsländor. IUCN kategoriserar arten globalt som otillräckligt studerad. Inga underarter finns listade i Catalogue of Life.